# Musique gabonaise

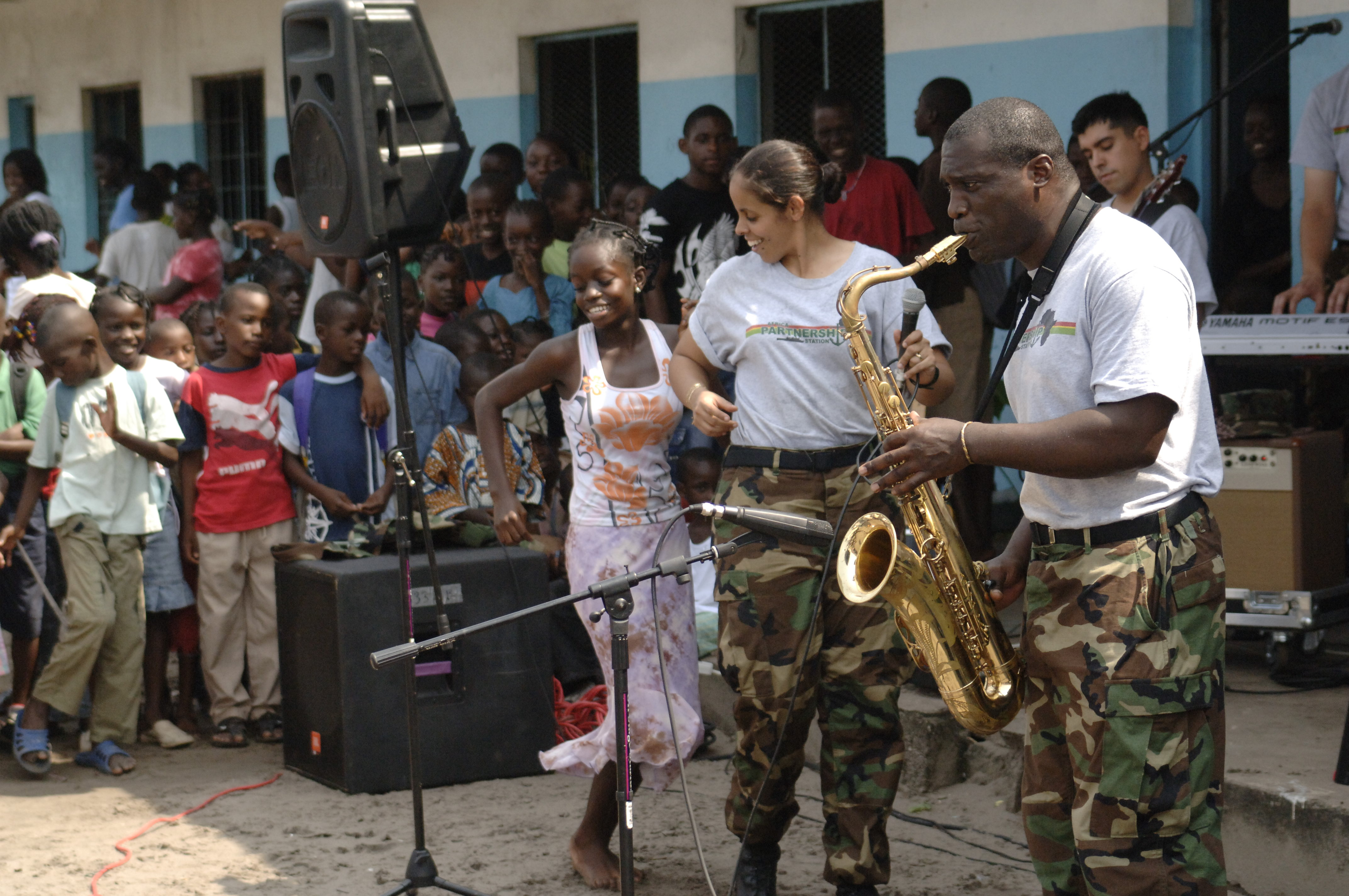
Groupe musical d'élèves gabonais.

La musique gabonaise est une composante essentielle de la culture du Gabon. Elle imprègne aussi bien la vie profane que religieuse des Gabonais. Les différents genres musicaux du Gabon sont : le tradi-moderne (mélange de musique traditionnelle et contemporaine), l'afro-zouk, la rumba gabonaise, la biguine et bien d'autres.

## Musique traditionnelle
La population du Gabon, estimée à 1 640 286 habitants, dont 42 % de mineurs (est. juillet 2013), comprend quatre grands groupes bantous : les Fang, les Punu, les Nzebi et les Obamba. Le Gabon, selon l'ethnographe français Barabe, « est à l'Afrique ce que le Tibet est à l'Asie, le centre spirituel des initiations religieuses », en raison de la musique sacrée du Bwiti, de la doctrine religieuse dominante du pays, diversement attribuée aux Fang et aux Mitsogho, qui implique l'utilisation de l'iboga.
Chaque groupe ethnique possède son style, reconnaissable par son contenu, ses instruments, ses rythmes, ses échelles et ses timbres. Poungui (corne de buffle), moussoumbe (Tam-tam d'accompagnement), isanza (maracas), moungongo (arc musical) sont quelques uns des instruments de musique gabonais.

## Musique populaire
L'histoire de la musique gabonaise moderne ne commence que vers 1974, lorsque le guitariste et chanteur aveugle Pierre Akendengué sort son premier album. Il reçoit une formation classique en Europe et ses compositions reflètent l'influence de la musique classique occidentale. La carrière européenne d'Akendengué commence après avoir été soigné pour une maladie des yeux dans un hôpital parisien. Il y reste et étudie au Petit Conservatoire. Dans les années 1970, il est à l'avant-garde d'une vague de vedettes populaires de la musique africaine francophone, qui commence avec la sortie de Nandipo en 1974. Akendegue est soutenu par Pierre Barouh, un homme puissant de l'industrie musicale française, responsable du lancement des carrières de Brigitte Fontaine et de Jacques Higelin, entre autres. Akendegue devient le porte-parole du peuple gabonais, des pauvres et des dépossédés de toute l'Afrique. Après avoir passé vingt ans en France, Akendegue rentre au Gabon malgré les inquiétudes suscitées par la censure de sa musique par le gouvernement. Il finit par être nommé conseiller du gouvernement.